# Intestinale Fruktoseintoleranz
Intestinale Fruktoseintoleranz ist die am häufigsten vorkommende Art von Fruktoseintoleranz, das heißt Unverträglichkeit von Fruchtzucker (Fructose). Gelangt ein größerer Anteil konsumierten Fruchtzuckers wegen unvollständiger Aufnahme im Dünndarm in den Dickdarm, so spricht man von Fruktosemalabsorption. Intestinale Fruktoseintoleranz liegt vor, wenn der malabsorbierte Fruchtzucker zusätzlich auch zu Symptomen wie Übergeben, Blähungen und Bauchschmerzen führt.
Die Bedeutung der intestinalen Fruktoseintoleranz hat in der Vergangenheit zugenommen, da sich die Menge an Fructose in der Nahrung in den letzten Jahren durch industriell bereitgestellte Süßungsmittel erheblich erhöht hat.
Die übliche tägliche Aufnahme von Fruchtzucker mit der Nahrung in verschiedenen Ländern liegt bei 11–54 g je Person.

## Terminologie
Die Unterscheidung zwischen Fruktosemalabsorption (FM) und intestinaler Fruktoseintoleranz (= Fruktosemalabsorption, die zu Symptomen führt und die Fructose unverträglich machen, kurz IFI) ist noch relativ neu. In der älteren Literatur werden beide Begriffe fast immer gleichgesetzt. Dabei wird aber übersehen, dass eine Fruktosemalabsorption meist nicht dazu führt, dass Fructose unverträglich ist.
Die Unterscheidung der beiden Begriffe ist ähnlich (aber nicht analog) der Unterscheidung bei Lactasemangel, wo sich über die Jahre die Begriffe Laktoseintoleranz bei Milchzucker-Unverträglichkeit wegen Symptomen und Laktosemaldigestion bei Abwesenheit von Symptomen etabliert haben.
Eine von Hoekstra im Jahr 1999 vorgeschlagene Bezeichnung geringe Fruktosetoleranz (diminished fructose tolerance) hat sich nicht durchsetzen können: Diese Bezeichnung sollte nämlich für jene Personen, die durch Fruktosemalabsorption Symptome zeigen, eine deutlichere Unterscheidung zu den anderen Personen schaffen, welche die viel seltenere und gefährlichere hereditäre Fruktoseintoleranz aufweisen.

## Verbreitung
Wissenschaftliche Studien in verschiedenen Ländern zeigen, dass bei Gabe von 25 g Fruchtzucker etwa ein Drittel der Menschen eine Fruktosemalabsorption aufweist, und von diesen hat wiederum ungefähr ein Drittel Symptome durch die malabsorbierte Fructose, d. h. intestinale Fruktoseintoleranz.

## Ursache
Ursache für die intestinale Fruktoseintoleranz (IFI) ist das gemeinsame Auftreten von Fruktosemalabsorption (FM) und einer zusätzlichen funktionellen Darmstörung. Bei Fruktosemalabsorption wird dem Speisebrei im Dünndarm nicht genug Fructose entzogen, sodass ein größerer Teil dieser Fructose in den Dickdarm gelangt. Die funktionelle Darmstörung führt dann dazu, dass die in den Dickdarm gelangende Fructose unangenehme Symptome wie Durchfall, Blähungen oder Schmerzen verursacht, d. h., diesen Teil der Fructose unverträglich macht.
Es ist bisher unbekannt, ob es sich bei der unterdurchschnittlichen Funktion der Fructosetransportproteine um eine normale Häufigkeitsverteilung innerhalb der Bevölkerung handelt oder um eine krankhafte Veränderung. Im neuesten Literaturüberblick (2007) folgert Gibson daraus, dass der Anteil der Fruktosemalabsorber in der Bevölkerung ähnlich hoch ist wie bei Patienten mit funktionellen Darmstörungen, aber Symptome nach Fruktosemalabsorption in der Bevölkerung signifikant seltener sind, dass davon auszugehen ist, dass Fruktosemalabsorption „normal“ ist und damit die Reaktion des Darms auf die malabsorbierte Fructose (d. h. die zusätzliche funktionelle Darmstörung) im eigentlichen Sinn für die Intoleranz verantwortlich ist. Caspary schreibt zu dieser Theorie passend, dass bei einer „normalen“ Person täglich etwa 20–30 g fermentierbare Kohlenhydrate in den Dickdarm gelangen und die Belastungsgrenze vermutlich bei 20–50 g liegt. Smith schätzte sogar ab, dass die Darmflora täglich etwa 70 g Kohlenhydrate erhält. Rumessen folgert aus eigenen Wasserstoffatemtests an 10 Gesunden (5 von 10 dieser malabsorbierten 25 g Fructose, keiner mit Symptomen; maximale Fructoseaufnahme reichte von 5 bis > 50 g), dass Fruktosemalabsorption bei Gesunden ein normales Phänomen ist, und ermittelt, dass bei Gesunden 30–40 g Fructose ohne signifikante Symptome malabsorbiert werden können. Hoekstra folgert u. a. aus dem häufigen Zusammentreffen von intestinaler Fruktoseintoleranz und Laktoseintoleranz, dass eine generelle Störung des Darms bzgl. Bewegung oder Fermentationsprozesse wahrscheinlicher ist als ein primärer Transportdefekt.
Gibson resümiert, dass die Gründe, dass das Konzept der Fruktosemalabsorption in der Gastroenterologie bisher schlecht verstanden wurde, vielleicht zu einem großen Teil in folgenden zwei Punkten zu finden sind:
- Bisher wurde die Fruktosemalabsorption als Krankheit oder Abnormalität aufgefasst.
- Es wurde nicht beachtet, dass im Dünndarm nicht resorbierbare Fruktane zu denselben Symptomen führen wie malabsorbierte Fructose.

## Entstehung

### Fruktosemalabsorption (FM)
GLUT-5 (SLC2A5) ist ein Transportprotein in der Wand des Dünndarms, mit dessen Hilfe selektiv Fructose entlang eines Konzentrationsgradienten aus dem Darmlumen resorbiert werden kann; mit zunehmender Menge zugeführter Saccharose und Fructose wird mehr GLUT-5 gebildet.
Fruktosemalabsorption (FM) kann prinzipiell verschiedene Ursachen haben:
- unterdurchschnittliche Anzahl von GLUT-5 in der Dünndarmwand
- unterdurchschnittliche Leistung von GLUT-5 in der Dünndarmwand
- eine zu schnelle Dünndarmpassage des Speisebreis, d. h. eine kurze orozökale Transitzeit.

Es wird allgemein unterschieden zwischen zwei Arten von FM:
- bei der primären FM funktionieren GLUT-5 oder Dünndarmtransit von Natur aus schlecht,
- bei der sekundären FM wird die Malabsorption durch eine Schädigung der Dünndarmschleimhaut durch andere Krankheiten verursacht, wie Zöliakie, eine akute Magen-Darm-Entzündung, Morbus Crohn oder Medikamente.

### Zusätzliche funktionelle Darmstörung
Über die funktionelle Darmstörung, die zusätzlich zu FM vorhanden sein muss, damit es bei Eintritt von Fructose in den Dickdarm zu Symptomen kommt, ist bisher nichts Abschließendes bekannt.
Bekannt ist, dass kleine Moleküle, die in den Dickdarm gelangen, dort zum einen den osmotischen Druck erhöhen, d. h. zu osmotischem Durchfall führen können, und zum anderen zu rascher bakterieller Fermentation durch die Dickdarmflora führen, wobei Stoffe entstehen, die ebenfalls osmotisch aktiv sein können (z. B. kurzkettige Fettsäuren) oder gasförmig sind und damit Blähungen verursachen können (Kohlenstoffdioxid, Methan, Wasserstoff, …). An eine höhere Zufuhr nicht absorbierter Kohlenhydrate passt sich jedoch – z. B. nach Dünndarmoperationen – die Dickdarmflora schnell an. So zeigen Studien dann auch, dass zwar etwa ein Drittel der Bevölkerung nach Einnahme von 25 g Fructose FM aufweist, aber von diesem Drittel bei nur 1/3 auch Symptome auftreten.
Als mögliche Gründe, wieso nur bei weniger als der Hälfte der Fruktosemalabsorber nach Fructoseaufnahme Symptome auftreten, werden in der Fachliteratur folgende mögliche Ursachen diskutiert:
- Zusammensetzung der bakteriellen Dickdarmflora[9][14] bzw. deren Leistungsfähigkeit[10] oder deren Abbauprodukte[15]
- Probleme mit dem Transport[10][15] und/oder der Entwässerung des Darminhalts[10] bzw. Resorptionskapazität für kurzkettige Fettsäuren im Dickdarm[10][16]
- Probleme bei der Umsetzung[15] von Informationen aus dem Darm (z. B. Druck oder Zuckergehalt) zur korrekten Reaktion des Körpers[17]
- Probleme bei der Weiterleitung von Informationen im Körper (Feedback[1]-Mechanismen)
- Geschwindigkeit der Magenentleerung[10]

### Einzelfälle
Es sind Einzelfälle bekannt, bei denen nach einer Magen- bzw. Darminfektion, nach einer Antibiotika-Einnahme, nach einer Schwangerschaft, bei Hormonschwankungen oder während länger anhaltender Stresssituationen erstmals eine intestinale Fruktoseintoleranz auftrat. Es ist dabei aber nicht bekannt, ob diese Ereignisse die Fruktosemalabsorption hervorgerufen haben und/oder die zusätzliche funktionelle Darmstörung. Es kommt aber auch vor, dass der Krankheitsbeginn schleichend ohne besonderen Auslöser und erkennbare Ursache stattfindet.
Häufig kommt es im Kindesalter vorübergehend zur intestinalen Fruktoseintoleranz, wenn begonnen wird, Früchte oder größere Mengen Fruchtsaft zu konsumieren.

## Klinische Erscheinungen

### Symptome
Die Hauptsymptome bei Fruktosemalabsorption sind Blähungen, Durchfall, Übelkeit und Bauchschmerzen. Bei Betroffenen, die weiter Fruktose essen, kann sich die Darmflora und damit die Aufnahmefähigkeit im Dünn- und Dickdarm weiter verschlechtern. Es kann zu weiteren Symptomen wie Reizmagen oder Reizdarm kommen. Die Symptome werden vorwiegend durch das entstandene Kohlenstoffdioxid (Blähungen) und die kurzkettigen Fettsäuren (osmotische Diarrhö) verursacht.

#### Primärsymptome
Folgende Symptome treten nach einmaliger Aufnahme fruktosehaltiger Nahrung auf:
- Bauchschmerzen, Krämpfe und Koliken (wegen Gärung im Dünn- und Dickdarm)
- Blähungen (wegen Gärung häufig übelriechend)
- Breiiger Stuhl (wegen Gärung häufig übelriechend)
- Durchfall (wegen osmotischer Effekte zum Teil wässriger Durchfall)
- Völlegefühl
- Verstopfung

#### Sekundärsymptome
Weitere Symptome können bei Betroffenen nach häufigerer bzw. regelmäßiger Aufnahme von Fruktose auftreten. Meist sind diese an eine durch die Fruktosemalabsorption bedingte weitere Resorptionsstörung, etwa der essentiellen Aminosäure Tryptophan, der Folsäure oder Zink gebunden.
- Reizdarmsyndrom
- Depressionen als Folge der Resorptionsstörungen im Dünndarm können auch andere Stoffe, z. B. essentielle Aminosäuren, nicht aufgenommen werden. Wegen fehlenden Tryptophans treten Serotoninmangelsymptome auf.
- Müdigkeit
- Kopfschmerzen
- Übelkeit
- Reflux (chronisches Sodbrennen)

Eine lange Liste weiterer möglicher Symptome findet sich bei Bair.

### Mangelerscheinungen
Häufig sind die Blutkonzentrationen von Tryptophan, Folsäure und Zink erniedrigt.

## Untersuchungsmethoden

### Fruktosemalabsorption

#### Fructose-Wasserstoffatemtest
Mit Hilfe eines Wasserstoffatemtests kann die Diagnose Fruktosemalabsorption relativ einfach gestellt werden. Bei diesem Test wird die Konzentration an Wasserstoff (H2) in der ausgeatmeten Luft gemessen: Nach mindestens 12 Stunden ohne Nahrungsaufnahme wird die Ausatemluft auf H2 untersucht. Anschließend wird der Testperson Fruktose oral verabreicht (in der Regel 25 g Fruktose in 250 g Wasser). Wenn der Wasserstoff-Gehalt bei dann folgenden Messungen im Abstand von 15 bis 30 Minuten, nach einer Zeitspanne, die der Passage durch den Dünndarm entspricht (ca. 40–110 min), signifikant ansteigt (i. d. R. 10–20 ppm, in Einzelfällen 3–6 ppm), so liegt eine Fruktosemalabsorption oder Dünndarmfehlbesiedlung vor, da der menschliche Körper selbst keinen Wasserstoff produziert und dieser daher rein auf die aufgenommene Fruktose zurückzuführen ist.
Hintergrund: Nach oraler Aufnahme von Kohlenhydraten wie Fruktose gelangen diese in den Dünndarm. Die Fruktose wird im Dünndarm idealerweise vollständig, oder eben nur teilweise resorbiert; der Grund ist eine Fruktose-Malabsorption oder eine Dünndarmfehlbesiedlung. Diese übrige Fruktose gelangt ungewünschter Weise in den Dickdarm. Im Dickdarm werden Kohlenhydrate von bestimmten Bakterien unter anderem zu Wasserstoff umgesetzt. Der Wasserstoff gelangt über den Blutkreislauf in die Lunge und wird ausgeatmet. Laktulose ist für den Menschen immer unverdaulich, gelangt daher immer vollständig in den Dickdarm und kann deshalb als Kontrollsubstanz verwendet werden, wenn der Test uneindeutig ist. Das Verhältnis von ausgeatmetem Wasserstoff zu im Dickdarm angekommener Fruktose bzw. Laktulose ist individuell verschieden und hängt insbesondere von der Beschaffenheit der Dickdarmflora ab. Menschen, bei denen dies (fast) gar nicht passiert, heißen Non-Responder. Der Anteil an Non-Respondern beträgt bis zu 27 %.
Beispielsweise durch eine Gastrointestinale Lavage (für eine Koloskopie) und durch bestimmte Antibiotika können die entsprechenden Bakterien ausgeschwemmt oder abgetötet worden sein. Wie viel Atem-Wasserstoff je Masse Kohlenhydrat, das in den Dickdarm gelangt, entsteht, lässt sich grob bestimmen, indem man die Atem-Wasserstoff-Konzentrationen nach Laktulose-Konsum über die Dünndarm-Passierungs-Zeit hinweg integriert; mit diesem Ergebnis lässt sich dann über Dreisatz bei einem entsprechend durchgeführten und ausgewerteten Fructose-Wasserstoff-Atemtest rückrechnen, welche Menge der oral zugeführten Fructose in den Dickdarm gelangt ist.
Mit einem Laktulose-Wasserstoff-Atemtest wird daher ein negativer Fructose-Wasserstoff-Atemtest verifiziert, die orozökale Transitzeit sowie der Grad der Malabsorption bestimmt.

#### Messung des Fruktose-Plasma-Spiegels
Der Versuch anhand von Blutzuckerwerten oder Fructoseserumkonzentrationen nach oraler Gabe von Fructose eine Fruktosemalabsorption zu diagnostizieren, steht im Widerspruch zu wissenschaftlichen Erkenntnissen, weshalb dieses Verfahren in der Fachliteratur nicht genutzt wird.
Truswell (1988) zeigte mit Experimenten an 103 Personen, dass das Verfahren unbrauchbar ist, da die Änderung der Fructoseserumkonzentration nicht mit der Malabsorption korreliert. Es bestand sogar die Tendenz höherer Fructoseserumkonzentrationem bei Malabsorbern als bei Nicht-Malabsorbern.
Zuvor untersuchte Macdonald (1978) an lediglich 9 Gesunden die zeitliche Veränderung von 8 Blutserumwerten (Glucose = Blutzucker, Insulin, Fructose, Triglyceride, Lactat, Pyruvat, Glycerin und Harnsäure) nach oraler Gabe von verschiedenen Mengen Fructose (0,25, 0,5, 0,75 und 1 g Fructose je kg Körpergewicht). Es zeigte sich, dass nur die Blutfructosekonzentration einen Anstieg aufweist und dieser proportional zur verabreichten Menge an Fructose ist. Unter anderem aufgrund der äußerst wenigen Probanden, und da Malabsorber nicht untersucht wurden, genügt diese Untersuchung jedoch nicht wissenschaftlichen Standards.
Im Gegensatz zum Laktose-Blutzuckertest (wo bereits im Dünndarm Laktose zu Glucose umgesetzt wird) ist bei der Fruktosemalabsorption keine Diagnose durch Messung des Blutzuckerspiegels (Glukose) möglich, da aufgenommene Fruktose in der Leber so langsam in Glukose umgewandelt wird, dass ein Blutzuckeranstieg nicht signifikant wäre. Der Versuch einer Diagnose auf der Grundlage einer Veränderung der Glucose- und Fructosekonzentration im Blut durch im Dünndarm aufgenommene Fructose widerspricht der Erkenntnis Truswells, dass eventuelle Veränderungen keiner ausreichenden statistischen Regelmäßigkeit folgen.

### Intestinale Fruktoseintoleranz
Im Fall, dass bei einem der o. g. Fructose-Belastungstests hinreichende Wasserstoffausscheidungen detektiert werden und Symptome auftreten (die nicht direkt von einer Dünndarmfehlbesiedlung, sondern von Fruktosemalabsorption herrühren), so liegt intestinale Fruktoseintoleranz vor.
Treten bei einem der o. g. Fructose-Belastungstests Symptome auf (die nicht direkt von einer Dünndarmfehlbesiedlung, sondern von Fruktosemalabsorption herrühren), so ist auch bei Ausbleiben einer messbaren Wasserstoffkonzentration kein „Normalbefund“ („gesund“) auszustellen, da in diesem Fall von einem Non-Responder und von intestinaler Fruktoseintoleranz aufgrund von Fruktosemalabsorption auszugehen ist.

### Differenzialdiagnosen

#### Hereditäre Fruktoseintoleranz (HFI)
Vor einem Fruktose-Belastungstest muss die extrem seltene hereditäre Fruktoseintoleranz (HFI) z. B. durch Gentest unbedingt ausgeschlossen werden, da der Fruktose-Belastungstest in diesem Fall lebensgefährlich sein kann, da der bei HFI vorliegende Enzymmangel in der Leber dazu führen würde, dass aufgenommene Fructose nicht abgebaut wird und im Blut die Glucose, den Blutzucker, verdrängen würde, was eine Hypoglykämie und unter Umständen einen Schock als Folge hat.

#### Dünndarmfehlbesiedlung
- Schwierigkeiten bei positiven Fructose-Wasserstoffatemtests bildet die Abgrenzung einer Fruktosemalabsorption von einer Dünndarmfehlbesiedlung, zumal beide häufig zusammen auftreten. Bei der Dünndarmfehlbesiedlung befinden sich im Dünndarm unnatürlich viele Bakterien, die nach Erhalt von Fructose ebenfalls Wasserstoff produzieren können, sodass in diesem Fall ausgeschiedener Wasserstoff nicht mehr auf Resorptionsstörungen schließen lässt. Die Unterscheidung lässt sich häufig anhand der zeitlichen Verläufe der Wasserstoffausscheidung während des Tests treffen. So sprechen z. B. eine extrem frühe Wasserstoffausscheidung oder eine Doppelspitze für eine Dünndarmfehlbesiedlung.
- Nucera[12] zeigte, dass bei einwöchiger Antibiotikagabe bei Reizdarmpatienten mit vermuteter Dünndarmfehlbesiedlung aufgrund eines Lactulose-Wasserstoffatemtests in den meisten Fällen auch Fruktose-, Laktose- und Sorbitmalabsorption verschwinden. Nucera bietet zwei Erklärungen an: Die eine ist, dass eine vorhandene Dünndarmfehlbesiedlung fälschlicherweise Malabsorption vortäuschen kann oder dass die Fehlbesiedlung die Dünndarmschleimhaut schwächt und so zu sekundären Malabsorptionen führt. Aus der hohen Anzahl von Fehlbesiedlungen empfiehlt Nucera zunächst Fehlbesiedlungen auszuschließen, bevor Malabsorptionen oder Auslassdiäten adressiert werden.

## Pathologie
Bei der intestinalen Fruktoseintoleranz handelt es sich um eine funktionelle Darmstörung, d. h., es wurden bisher noch keine pathologischen Befunde bekannt.

## Behandlung, Therapie
- Zur Heilung der zusätzlich zur FM vorhandenen funktionellen Darmstörung, die für die Symptome verantwortlich ist, wurden mangels Kenntnis der genauen Ursache bisher keine Ansätze validiert.
- Bei einer sekundären FM führt die Beseitigung der Erkrankung, die die Schwächung der Dünndarmschleimhaut verursacht (z. B. eine Antibiotikabehandlung einer Dünndarmfehlbesiedlung) definitionsgemäß zur Heilung der FM und damit auch zur Heilung der IFI.
- Mit einer Ausnahme beschränken sich die bisher praktizierten Therapien ausschließlich auf den Versuch der Reduzierung der Symptome durch Meidung spezieller Nahrung und können praktisch keine Erfolge aufweisen hinsichtlich Heilung, d. h. der daran anschließenden Möglichkeit, sämtliche Nahrung wieder symptomfrei essen zu können.

### Fructose und FODMAP meiden
Die Symptome der IFI lassen sich vermeiden, indem die Aufnahme von Fructose und ballastreicher blähender Lebensmittel soweit begrenzt wird, wie es individuell nötig ist; eine verständliche Ernährungstherapie wurde von Bair publiziert. Neuere Untersuchungen fokussieren noch mehr darauf, dass bei intestinaler Fruktoseintoleranz auch andere Kohlenhydrate, die in den Dickdarm gelangen (FODMAP = fermentable oligosaccharide, disaccharides, monosaccharides, and polyols), häufig dieselben Symptome verursachen, sodass es nötig werden kann, auch solche zu meiden. Hierbei handelt es sich z. B. um
- Oligofructose (und Inulin = polymere Oligofructose), wie sie in Früchten oder Nahrungsergänzungsmitteln wie Präbiotika häufig vorkommen,
- Stachyose, Raffinose, Verbascose, wie sie in Hülsenfrüchten, Bohnen, Zwiebeln und Lauch vorkommen,
- Lactulose (Abführmittel),
- Sorbit, Xylit, Mannit, Maltit, Palatinit („Isomalt“)[16] und andere Zuckeralkohole, wie sie in Diätprodukten verwendet werden.

Gemieden werden sollte insbesondere der Fructosealkohol Sorbit, da dieser bei gleichzeitiger Einnahme von Fructose die Aufnahme von Fructose im Dünndarm verschlechtert: Die gleichzeitige Verabreichung von Fructose und Sorbit führte bei 10 Gesunden zu weitaus höheren Wasserstoffmengen in der Atemluft als die Summe der Wasserstoffmengen aus den Einzeltests mit den Einzelmengen. Bei alleiniger Verabreichung von Fructose ist die Menge nicht absorbierter Fructose (bestimmt als Fläche „H2-ppm × Zeit“) hingegen proportional zur verabreichten Gesamtmenge. Ferner beträgt die Sorbitmenge, bei der keine Malabsorption auftritt, nur ungefähr 1/5 der Fructosemenge, bei der keine Malabsorption auftritt.
Verschiedene Nahrungsergänzungsmittel mit Xylose-Isomerase (einem in der Nahrungsmittelindustrie verwendeten Enzym) sollen die Fructose im Darm in Glucose umwandeln.

### Glucose verbessert Aufnahme von Fructose
GLUT-2 ist ein zweites Transportprotein in der Wand des Dünndarms, mit dessen Hilfe neben Glucose und Galactose auch Fructose entlang eines Konzentrationsgradienten aus dem Darmlumen resorbiert werden kann. GLUT-2 wird schnell und reversibel in die Dünndarmwand eingebaut, sobald das Transportprotein SGLT1 Glucose transportiert.
Da hiermit die Resorption der Fructose im Darm unabhängig von GLUT-5 durch Glucose verbessert wird, ist eine Aufnahme im 1:1-Verhältnis Fructose:Glucose bei FM in Maßen unkritisch. Hierdurch wird auch die Aufnahme von Haushaltszucker (Saccharose), die im Dünndarm in Glucose und Fructose gespalten wird, unabhängig von GLUT-5 ermöglicht. Verschiedenste Untersuchungen zur Resorption von Saccharose lieferten dann auch stets negativ ausfallende Wasserstoffatemtests bei Gabe von Saccharose oder 1:1 (Glucose oder Galactose oder Maltose):Fructose.
Hoekstra (1999) vermutet als Ursache dafür, dass die gleichzeitige Gabe von Glucose zu Fructose, Sorbit oder Xylose die Absorption der Letzteren verbessert, Mitrisseffekte für diese durch das Wasser, das durch Absorption der Glucose ebenfalls aufgenommen wird („solvent drag“). Damit erklärt er auch, dass Aminosäuren die Absorption von Fructose deutlich verbessern.
Die Deutsche Gesellschaft für Ernährung rät bei der Fruktosemalabsorption daher auch von einer obstlosen oder fructosefreien Dauerernährung ab. Gemieden werden müssen bei IFI insbesondere Lebensmittel mit einseitiger, hoher Fructosekonzentration, da hier der Glucose:Fructose-Ausgleich nicht funktioniert.
Es existieren Listen von Lebensmitteln mit deren Gehalt an Glucose und Fructose (siehe Abschnitt Weblinks / Ergänzendes Material).
Aufgrund der oben angesprochenen verbesserten Fruktoseresorption durch Glukose wird häufig empfohlen, dass man fruktosehaltige Nahrung zusammen mit purem Traubenzucker einnehmen soll, um Verdauungsbeschwerden vorzubeugen. Allerdings ist dieser Tipp mit Vorsicht zu betrachten. Der unterstützende Effekt wurde nur mit Zuckerlösungen an nüchternen Studienteilnehmern untersucht und berücksichtigt dabei weder die unterschiedliche Verdauungsgeschwindigkeit von Traubenzuckerpulver und kompletten Mahlzeiten, noch die möglicherweise durch andere schlecht absorbierbare Nahrungsbestandteile (z. B. Sorbit oder Fruktane) verursachten Verdauungsbeschwerden.

### Weitere verwandte Unverträglichkeiten
Verschwinden die Symptome auch bei fruktosearmer Ernährung (s. o.) nicht vollständig, kann eine weitere Unverträglichkeit vorliegen; etwa 80 % der Patienten mit Laktoseintoleranz leiden auch an einer Fruktosemalabsorption.

### Keine fettarme Ernährung
Cohen berichtet, dass bei fünf Kindern im Alter von 12–25 Monaten die permanente Umstellung auf fettärmere Kost wie fettarme Milch, z. T. in Verbindung mit Gabe von Fruchtsäften und Ballaststoffen, zu permanenten mehrmonatigen Durchfällen führte, die innerhalb 5–28 Tagen nach Umstellung auf fettreichere Ernährung verschwanden und bei fettreduzierter Nahrung wieder auftraten. Er folgert, dass die zuvor schon bekannten Effekte von fettreicherer Ernährung wie langsamere Magenentleerung und erhöhte oroanale Transitzeit verantwortlich sind. In einer weiteren Studie zeigt Cohen, dass bei 97 % von Kindern mit anhaltendem Durchfall (häufig verursacht durch eine vorangegangene Magenentzündung) bei umgesetzter fettreicherer Ernährung der Durchfall verschwindet und wieder zurückkehrt, sobald wieder auf fettreduzierte Nahrung umgestellt wird. Er verweist darauf, dass bei Laktoseintoleranz die üblichen 3,5 % Fett in der Milch als Fettquelle automatisch entfallen. Siehe auch Abschnitt Vorbeugung / Im Kindesalter.

## Vorbeugung

### Im Kindesalter
Es ist bekannt, dass häufig im Alter von 1 bis 5 Jahren faulig riechende wässrige Durchfälle auftreten, wenn Früchte in die Nahrung aufgenommen werden und größere Mengen Fruchtsaft (insbesondere Apfelsaft) konsumiert werden. Hoekstra zweifelt an einer wichtigen Rolle einer Fruktosemalabsorption hierbei und empfiehlt nach eigenen Untersuchungen eine „Normalisierung“ der Essgewohnheiten hinsichtlich der „vier F“: Fett, Fasern (Ballaststoffe), Flüssigkeit und Fruchtsäfte, die i. d. R. schon nach wenigen Tagen zum Erfolg führt:
- Ballaststoffe sind dafür bekannt, dass sie Wasser binden; die Entfernung der Ballaststoffe aus naturtrübem Apfelsaft mittels Enzymen um klaren Apfelsaft zu erhalten führt dazu, dass klarer Apfelsaft häufig nicht mehr vertragen wird
- Der in dem Alter sinkende Milchkonsum und die Energiezufuhr über Fruchtsäfte senkt die Menge zugeführten Fetts und damit die Verweilzeit im Magen-Darm-Trakt; Hoekstra empfiehlt, 35–40 % der Nahrungsenergie über Fett aufzunehmen
- Fruchtsaftkonsum sollte nur zu den Mahlzeiten erfolgen
- Weiterer Flüssigkeitskonsum sollte ein normales Maß nicht übersteigen

### Bei diagnostizierter FM ohne Symptome
Bei diagnostizierter FM ohne Symptome wird ein Teil der Fructose aus der Nahrung in den Dickdarm gelangen und dort die Darmflora verändern. Unbewiesen ist die Annahme, dass dieses über einen längeren Zeitraum möglicherweise zu einer intestinalen Fruktoseintoleranz führen kann.
Eine vorbeugende Maßnahme gegen IFI könnte sein, bei diagnostizierter FM ohne Symptome größere Mengen Fructose und Sorbit zu meiden.

## Heilungsaussicht

### Verbesserung der GLUT
Es ist keine Fachliteratur bekannt, in der eine dauerhafte Verbesserung der Funktion der Glucosetransporter GLUT-5 oder GLUT-2 hinsichtlich Fructosetransport berichtet wird.

### Fructose meiden
Es ist keine Literatur bekannt, die belegt, dass eine Diät, bei der Fructose gemieden wird, zu einer Wiederherstellung der Darmflora geführt hat, wodurch die intestinale Fruktoseintoleranz verschwunden wäre. Es ist aber bekannt, dass die Expression von GLUT-5 mit abnehmender Menge Fructose im Speisebrei abnimmt und dass bei Ratten bereits eine dreitägige fructosereiche Ernährung die Fructoseaufnahmekapazität des Dünndarms dramatisch erhöht, sodass bei einer fructosearmen Diät auf jeden Fall dieser kontraproduktive Effekt erzielt wird.

### Darmlavage
Es wurde vereinzelt berichtet, dass nach einer Darmlavage als Vorbereitung zu einer Koloskopie die intestinale Fruktoseintoleranz zumindest vorübergehend verschwand.

### Antibiotika
Es wurde vereinzelt berichtet, dass nach Einnahme spezieller Antibiotika (z. B. Metronidazol) eine intestinale Fruktoseintoleranz verschwunden ist. Bei diesen Berichten ist aber unklar:
- ob nur eine Dünndarmfehlbesiedlung beseitigt wurde, die ähnliche Symptome und ähnliches Diagnoseergebnis erzeugen kann,
- ob die Dickdarmflora so modifiziert wurde, dass bei weiter bestehender FM keine Symptome mehr auftreten, obwohl weiterhin Fructose in den Dickdarm gelangt.
- Dünndarmparasiten aus der Gruppe der Giardien (wie Giardia intestinalis) können FM und Laktosemalabsorption auslösen.[46] Eine Antibiotikabehandlung kann auch die Intoleranzen und Verdauungsprobleme zum Verschwinden bringen.

## Geschichte

### Reizdarm
Vor Bekanntwerden der sogenannten Fruktosemalabsorption wurde i. d. R. die Diagnose Reizdarmsyndrom gestellt, da bei IFI keine organischen Veränderungen feststellbar sind und somit eine funktionelle Darmstörung vorliegt.

### Erste Arbeiten zur Fruktosemalabsorption
Die erste Untersuchung zu Fruktosemalabsorption wurde 1978 berichtet: 4 Patienten, die nach mehrjähriger fructosefreier Diät ohne Probleme waren (F-Gruppe), werden im Vergleich zu einer Kontrollgruppe mit 11 Patienten mit Darmbeschwerden, bei denen bei fructosefreier Diät keine Besserung auftrat (Diagnose: meist LI oder Reizdarm), untersucht. Die Probanden der F-Gruppe und 30 % der Kontrollgruppe klagten nach Gabe von 100 g Fructose über Schmerzen, die F-Gruppe auch über Durchfall. Bei den Blutwerten unterschied sich lediglich die Fructosekonzentration bei der F-Gruppe von der Kontrollgruppe (0,4 statt 0,5 mmol/l bei 30–120 min).
Nach Gabe von 50 g Fructose mit 14C-Markierung wurden bei gleicher CO2-Gesamtmenge innerhalb der ersten 60 min von der F-Gruppe eine signifikant geringere Menge an 14CO2 ausgeatmet, was die Autoren darauf zurückführen, dass Malabsorption von Fructose im Dünndarm vorliegen könnte. Die Autoren verweisen auf analoge Ergebnisse anderer bei 14C-Laktosetests.
1983 stellt Barnes bei einem 12-jährigen Mädchen mit permanentem Durchfall mittels Atemtest fest, dass sogar die geringe Menge von 1 g Fructose zu einem Anstieg von 10 ppm in der Wasserstoffkonzentration führt.

### Statistiken in Fachartikeln
Es folgten viele Fachartikel zur Fruktosemalabsorption, wobei die meisten statistisch verwendbares Material zur Häufigkeit von Fruktosemalabsorption und intestinaler Fruktoseintoleranz in verschiedenen Gruppen mittels Wasserstoffatemtests enthielten, aber keine Veröffentlichung Informationen hinsichtlich Heilung einer IFI aufgrund primärer FM.
Hier einige Informationen zum statistisch verwertbaren Material:
- Je höher die Menge an verabreichtem Kohlenhydrat bei den Verträglichkeitstests ist, desto wahrscheinlicher ist die Malabsorption / Maldigestion. Folgende Tabelle gibt einen selbsterstellten Überblick über Malabsorptionsraten bei ca. 1000 Gesunden und Darmpatienten aus den Literaturquellen von Gibson.[1] Der über die Anzahl der Veröffentlichungen gemittelte Anteil Malabsorber befindet sich in Klammern dahinter.

| Test-Kohlenhydrat | Menge, g | % Malabsorber bei Gesunden | % Malabsorber bei Darmpatienten |
| ----------------- | -------- | -------------------------- | ------------------------------- |
| Fruktose          | 20–25    | 19–47 (36)                 | 31–54 (47)                      |
| Fruktose          | 50       | 38–81 (64)                 | kein einziger Test              |
| Sorbit            | 5        | 50–57 (53)                 | 58–68 (63)                      |
| Sorbit            | 10       | 59–71 (65)                 | kein einziger Test              |
| Sorbit            | 20–25    | 84–86 (85)                 | kein einziger Test              |
| Saccharose        | 50(*)    | 0                          | 0                               |

(*) 4 verschiedene Veröffentlichungen aus 3 verschiedenen Forschungsgruppen mit insgesamt 53 Personen, wovon mindestens 11 Darmpatienten (vermutlich FI) waren.
- Eine Literaturübersicht[1] zeigt, dass bei Kindern die Dosis von 1 g/kg Körpergewicht in etwa ähnliche Malabsorptionsraten (44 %) liefert wie die Dosis von 25 g bei Erwachsenen und 2 g/kg zu 85 % Malabsorbern. Sofern mittels Atemtest nicht mehr als 50 % der Getesteten als Malabsorber klassifiziert werden sollen, ist die Dosis für Erwachsene damit 25 g und für Kinder 1 g/kg (maximal jedoch 25 g).
- Der Anteil Malabsorber bei Männern und Frauen scheint ähnlich hoch zu sein.[1]
- Der Anteil Malabsorber in der gesunden Bevölkerung scheint ähnlich hoch zu sein wie bei Darmpatienten[1] (siehe auch obige Tabelle).

### Arbeiten von Born, Ledochowski und Gibson
Born zeigt 1995 erstmals auf, welche Ursprünge das Auftreten von Symptomen bei Fruktosemalabsorption haben könnte. Er vermutet aus Wachstumsversuchen mit Stuhlproben, die sich bei Kohlenhydratintoleranten mit Metronidazol stoppen lassen, dass möglicherweise Bacteroidesstämme verantwortlich sein könnten.
Gibson wendet 2006 die bereits weiter oben beschriebene FODMAP-Diät auf Personen mit IFI an, was die neuesten Forschungsergebnisse hinsichtlich IFI darstellt. Sein Review aus dem Jahr 2007 fasst den momentanen Stand hinsichtlich IFI/FM umfassend zusammen.
Ledochowski führt als Erster die saubere Unterscheidung Fruktosemalabsorption (= positiver Fructose-Wasserstoffatemtest) und intestinale Fruktoseintoleranz (= Fruktosemalabsorption mit Symptomen) ein, nachdem über Jahre meist Fruktosemalabsorption und (intestinale) Fruktoseintoleranz gleichgesetzt wurden.

## Kulturelle Aspekte
Anders als bei Untersuchungen zur Laktoseintoleranz ist aus den publizierten Untersuchungen zu Fruktosemalabsorption und intestinaler Fruktoseintoleranz bisher nicht gesichert, dass sich die Häufigkeit des Vorkommens in der Bevölkerung zwischen verschiedenen Ländern stark unterscheidet.